# Franke Previte
Franke Jon Previte (nacido el 2 de mayo de 1946) es un cantante, compositor y compositor ganador de un Oscar. Fue el cantante principal de la banda de pop rock de los 80, Franke and the Knockouts.

## Biografía
Nacido y criado en Nuevo Brunswick, Nueva Jersey de Franke Previte Sr. (un cantante de ópera), Previte estuvo con el quinteto de rock de Nueva Jersey Franke and the Knockouts como cantante y compositor. Anteriormente había cantado con la Oxford Watch Band y la banda de heavy metal Bull Angus.
Franke and the Knockouts fueron firmados por Millennium Records en 1981 y tuvieron tres sencillos Top 40 en Estados Unidos, así como dos álbumes Top 50. Su sencillo más grande, "Sweetheart", fue escrito por Previte y el guitarrista de Knockout Billy Elworthy, y se convirtió en un Top 10 en 1981. Los otros dos Top 40 del grupo fueron "You're My Girl" y "Without You (Not Another Lonely Night)".
La banda cambió a MCA Records en 1984 y se separó alrededor de 1986. Previte coescribió la música de la exitosa banda sonora de la película de 1987 Dirty Dancing, que incluía "(I've Had) The Time of My Life" y el éxito de Eric Carmen. "Hungry Eyes".

## Premios
- Premio de la Academia al Mejor Logro en Música; Mejor Canción de 1987 por "(I've Had) The Time of My Life" de Dirty Dancing con los cocompositores John DeNicola y Donald Markowitz.

Ese mismo año Previte también recibió un Globo de Oro y una nominación al Grammy. "(I've Had) The Time of My Life" también ganó el premio ASCAP a la canción del año. En 2014, la canción fue elegida como una de las 100 mejores canciones jamás escritas de ASCAP, llegando al número 15.
Previte fue elegido como uno de los 25 mejores compositores de Estados Unidos para representar a los EE. UU. En una cumbre de compositores en la URSS, que resultó en el lanzamiento de un álbum llamado Music Speaks Louder Than Words en 1990.
Hoy, Previte ayuda a recaudar fondos para la organización benéfica Pancreatic Cancer Action Network en honor a Patrick Swayze. Continúa recaudando dinero para la caridad con su nueva banda, The Brotherhood. "Si eres compositor, estás en la Hermandad", dijo Previte.

## Premios y distinciones
Premios Óscar
| Año  | Categoría              | Canción                          | Película      | Resultado |
| ---- | ---------------------- | -------------------------------- | ------------- | --------- |
| 1988 | Mejor canción original | «(I've Had) The Time of My Life» | Dirty Dancing | Ganador   |